# Saison 1962-1963 du Stade rennais UC
Maillots
Chronologie
Saison précédente Saison suivante
La saison 1962-1963 du Stade rennais Université Club débute le 17 août 1962 avec la première journée du Championnat de France de Division 1, pour se terminer le 25 mai 1963 avec la dernière journée de cette compétition.
Le Stade rennais UC est également engagé en Coupe de France. Éliminé dès les trente-deuxièmes de finale, il est ensuite reversé en Coupe Charles Drago.

## Résumé de la saison
Le renouvellement de l'effectif amorcé en 1961-1962 se poursuit en cette saison 1962-1963. Cette fois, il est accompagné d'une réduction du nombre de joueurs sous contrat, puisque le club enregistre douze départs pour huit arrivées. Parmi les partants, plusieurs joueurs qui avaient publiquement - et comme 105 autres footballeurs professionnels français - exprimé leur mécontentement quant aux salaires perçus ou qui souhaitaient simplement quitter leur club actuel. Cinq joueurs rennais, Dombeck, Ferry, Hernas, Rouillé et Ziemczak font partie du mouvement. À l'exception de Ziemczak, tous partiront à l'intersaison.
Parmi les autres partants figure Mahi Khennane. Arrivé au Stade rennais en 1956, Mahi aura marqué le club de son élégante empreinte, totalisant plus de 200 apparitions pour 88 buts marqués, avant de partir continuer sa carrière au Toulouse FC. En cette année 1962, il voit son pays, l'Algérie, accéder à l'indépendance. Lui qui a défendu à deux reprises les couleurs de l'équipe de France portera désormais celles de l'Algérie, intégrant le cercle fermé des joueurs ayant porté le maillot de deux équipes nationales différentes. Côté arrivées, le club accueille sans le savoir plusieurs joueurs qui marqueront bientôt son histoire, tels que les jeunes Louis Cardiet et Jean-Pierre Brucato ; mais aussi les plus expérimentés Alain Jubert et Marcel Loncle. Tous joueront un rôle important dans les années qui viennent, alors que deux d'entre eux grossiront le contingent des internationaux ayant porté le maillot rennais.
En attendant, comme lors des deux saisons précédentes, le Stade rennais commence sa saison de fort belle manière. Mieux, il se mêle directement à la lutte pour la première place du classement, qu'il occupe à quatre reprises en septembre et octobre. Parmi les beaux succès rennais, notons une victoire obtenue à domicile face au prestigieux Stade de Reims, lors d'une rencontre qui avait déchaîné les passions à Rennes. Jubert, le remplaçant de Mahi au poste d'avant-centre, donne rapidement satisfaction, bien secondé il est vrai par un Goujon et un Loncle très prolifiques.
Partis pour jouer le titre, les Rennais ? La traditionnelle panne automnale vient remettre leurs ambitions à un niveau moindre. Et si deux victoires obtenues coup sur coup devant Nice puis Marseille relancent la machine, celle-ci se grippe définitivement en décembre. Sévèrement battus à Monaco (0 - 5), à Bordeaux (0 - 6), et même à domicile devant le RC Paris (3 - 5), Antoine Cuissard et ses hommes chutent en milieu de tableau. Pire, à la suite de la défaite contre Paris, Ziemczak (deux mois) et Ascencio (quatre matchs), écopent de lourdes suspensions pour deux supposés mauvais gestes. L'entre-jeu rennais est proprement décapité entre fin décembre et février.
La deuxième partie de saison voit le Stade rennais UC réaliser des performances en dents de scie, et se termine en eau de boudin avec cinq matchs sans victoire pour clore le tout, laissant le club à une onzième place finale une nouvelle fois décevante. Lueur d'espoir dans la grisaille bretonne, l'émergence du jeune ailier Pellegrini, auteur de treize buts sur les seuls matchs de l'année 1963, dont un triplé face à Lens. Une sérieuse garantie pour l'avenir.

## Transferts en 1962-1963
| Arrivées               |         |                           |
| Jean-Pierre Brucato    | France  | CO Joinville              |
| Louis Cardiet          | France  | FC Lorient                |
| Jean-Claude D'Arménia  | France  | AS Troyenne et Savinienne |
| Jean-Claude Delorme    | France  | Stade briochin            |
| Alain Jubert           | France  | Toulouse FC               |
| Marcel Loncle          | France  | SCO Angers                |
| Bernard Ruaudel        | France  | Cadets de Bretagne        |
| Michel Wattelet        | France  | Stade Malherbe de Caen    |
| Départs                |         |                           |
| Yvon Amice             | France  | Stade quimpérois          |
| Louis Bodez            | France  | Stade briochin            |
| Joseph Brotons         | France  | Pau FC                    |
| Robert Coat            | France  | AS Brestoise              |
| Stanislas Dombeck      | France  | FC Tours                  |
| Louis Ferry            | France  | Limoges FC                |
| Guy Hernas             | France  | SC Abbeville              |
| Bernard Josse          | France  | Stade lavallois           |
| Mahi Khennane dit Mahi | Algérie | Toulouse FC               |
| Gérard Le Bastard      | France  | Stade lavallois           |
| Rémy Lebret            | France  | Stade lavallois           |
| Jacques Rouillé        | France  | FC Lorient                |

## L'effectif de la saison
| Poste¹ | Nat.² | Nom                   | Naissance         | Sélection³ | Championnat | Championnat | Coupe France | Coupe France | Coupe Drago | Coupe Drago | Total Saison | Total Saison |
| Poste¹ | Nat.² | Nom                   | Naissance         | Sélection³ | M           | But inscrit | M            | But inscrit  | M           | But inscrit | M            | But inscrit  |
| ------ | ----- | --------------------- | ----------------- | ---------- | ----------- | ----------- | ------------ | ------------ | ----------- | ----------- | ------------ | ------------ |
| A      | FRA   | André Ascencio        | 4 juin 1938       | -          | 21          | 2           | 2            | 0            | 1           | 0           | 24           | 2            |
| G      | FRA   | Yves Audigane         | 4 décembre 1939   | -          | 7           | 0           | 0            | 0            | 0           | 0           | 7            | 0            |
| D      | FRA   | René Billon           | 2 août 1931       | -          | 5           | 0           | 0            | 0            | 1           | 0           | 6            | 0            |
| A      | ALG   | Brahim Bourras        | 13 août 1939      | A          | 11          | 0           | 0            | 0            | 0           | 0           | 11           | 0            |
| D      | FRA   | Yves Boutet           | 3 décembre 1936   | -          | 34          | 0           | 2            | 0            | 2           | 0           | 38           | 0            |
| A      | FRA   | Jean-Pierre Brucato   | 7 avril 1944      | -          | 18          | 0           | 1            | 0            | 2           | 0           | 21           | 0            |
| D      | FRA   | Louis Cardiet         | 20 juin 1943      | -          | 0           | 0           | 0            | 0            | 0           | 0           | 0            | 0            |
| D      | FRA   | René Cédolin          | 13 juillet 1940   | B          | 9           | 0           | 0            | 0            | 0           | 0           | 9            | 0            |
| G      | FRA   | Jean-Claude D'Arménia | 12 septembre 1940 | -          | 31          | 0           | 2            | 0            | 2           | 0           | 35           | 0            |
| A      | FRA   | Jean-Claude Delorme   | 8 août 1942       | -          | 3           | 0           | 0            | 0            | 1           | 0           | 4            | 0            |
| M      | FRA   | Jean Giovannelli      | 4 mars 1939       | -          | 5           | 0           | 0            | 0            | 0           | 0           | 5            | 0            |
| D      | FRA   | Henri Gouès           | 13 avril 1933     | -          | 17          | 0           | 0            | 0            | 0           | 0           | 17           | 0            |
| A      | FRA   | Yvon Goujon           | 21 janvier 1937   | A          | 31          | 10          | 2            | 0            | 2           | 1           | 35           | 11           |
| A      | FRA   | Émile Grosshans       | 16 août 1938      | -          | 31          | 1           | 2            | 0            | 2           | 0           | 35           | 1            |
| A      | FRA   | Alain Jubert          | 25 décembre 1936  | B          | 32          | 17          | 2            | 0            | 1           | 0           | 35           | 17           |
| M      | FRA   | Jean-Claude Lavaud    | 18 mai 1938       | -          | 32          | 4           | 2            | 0            | 1           | 0           | 35           | 4            |
| A      | FRA   | Marcel Loncle         | 5 janvier 1936    | -          | 38          | 11          | 2            | 0            | 2           | 1           | 42           | 12           |
| A      | FRA   | Giovanni Pellegrini   | 25 juin 1940      | -          | 16          | 13          | 2            | 1            | 2           | 0           | 20           | 14           |
| A      | FRA   | Jean-François Prigent | 26 mai 1944       | B          | 34          | 6           | 2            | 0            | 2           | 1           | 38           | 7            |
| A      | FRA   | Bernard Ruaudel       | 4 janvier 1940    | -          | 1           | 0           | 0            | 0            | 0           | 0           | 1            | 0            |
| A      | FRA   | Michel Wattelet       | 12 août 1938      | -          | 9           | 1           | 1            | 0            | 0           | 0           | 10           | 1            |
| M      | FRA   | Stephan Ziemczak      | 14 août 1936      | B          | 33          | 2           | 0            | 0            | 1           | 0           | 34           | 2            |

- 1 : G, Gardien de but ; D, Défenseur ; M, Milieu de terrain ; A, Attaquant
- 2 : Nationalité sportive, certains joueurs possédant une double-nationalité
- 3 : sélection la plus élevée obtenue

## Équipe-type
Il s'agit de la formation la plus courante rencontrée en championnat.

## Les rencontres de la saison

### Liste
| Match | Date          | Compétition     | Tour                 | Adversaire      | Lieu ¹ | Score    | Class.   | Buteurs pour le Stade rennais |
| ----- | ------------- | --------------- | -------------------- | --------------- | ------ | -------- | -------- | ----------------------------- |
| 1     | 17 août       | Division 1      | 1                    | Nancy           | E      | 2–2      | 11       | Goujon Loncle                 |
| 2     | 26 août       | Division 1      | 2                    | Montpellier     | D      | 3–1      | 5        | Goujon Loncle                 |
| 3     | 1er septembre | Division 1      | 3                    | Valenciennes FC | E      | 0-0      | 3        |                               |
| 4     | 5 septembre   | Division 1      | 4                    | Toulouse        | D      | 3–1      | 2        | Goujon Loncle Jubert          |
| 5     | 8 septembre   | Division 1      | 5                    | Grenoble        | E      | 1–1      | 3        | Ascencio                      |
| 6     | 16 septembre  | Division 1      | 6                    | Reims           | D      | 2-0      | 2        | Jubert Wattelet               |
| 7     | 19 septembre  | Division 1      | 7                    | Lyon            | D      | 2-1      | 1        | Grosshans Loncle              |
| 8     | 23 septembre  | Division 1      | 8                    | RC Paris        | E      | 1–2      | 3        | Loncle                        |
| 9     | 4 octobre     | Division 1      | 9                    | Strasbourg      | D      | 4–1      | 1        | Prigent Goujon Jubert         |
| 10    | 11 octobre    | Division 1      | 10                   | Sedan           | D      | 3–1      | 1        | Loncle Jubert                 |
| 11    | 13 octobre    | Division 1      | 11                   | Nîmes           | E      | 1–2      | 2        | Jubert                        |
| 12    | 21 octobre    | Division 1      | 12                   | Angers          | D      | 1-1      | 1        | Loncle                        |
| 13    | 28 octobre    | Division 1      | 13                   | Rouen           | E      | 0-2      | 3        |                               |
| 14    | 1er novembre  | Division 1      | 14                   | Bordeaux        | D      | 1–3      | 6        | Lavaud                        |
| 15    | 4 novembre    | Division 1      | 15                   | Stade français  | E      | 3-3      | 7        | Lavaud Lerond (csc)           |
| 16    | 18 novembre   | Division 1      | 16                   | Nice            | D      | 3-1      | 6        | Ziemczak Goujon Pellegrini    |
| 17    | 25 novembre   | Division 1      | 17                   | Marseille       | D      | 3-2      | 4        | Loncle Jubert                 |
| 18    | 28 novembre   | Division 1      | 18                   | Lens            | E      | 2–2      | 5        | Ascencio Prigent              |
| 19    | 2 décembre    | Division 1      | 19                   | Monaco          | E      | 0–5      | 7        |                               |
| 20    | 9 décembre    | Division 1      | 20                   | RC Paris        | D      | 3–5      | 10       | Prigent Loncle Jubert         |
| 21    | 16 décembre   | Division 1      | 21                   | Toulouse        | E      | 1-2      | 11       | Jubert                        |
| 22    | 23 décembre   | Division 1      | 22                   | Nancy           | D      | 1–1      | 11       | Jubert                        |
| 23    | 30 décembre   | Division 1      | 23                   | Bordeaux        | E      | 0–6      | 11       |                               |
| 24    | 7 janvier     | Division 1      | 24                   | Stade français  | D      | 2-0      | 11       | Goujon                        |
| 25    | 13 janvier    | Division 1      | 25                   | Monaco          | D      | 2-0      | 10       | Prigent Pellegrini            |
| 26    | 20 janvier    | Coupe de France | 1/32 finale          | Stade français  | E      | 0-0 a.p. | 0-0 a.p. |                               |
| 27    | 27 janvier    | Division 1      | 26                   | Montpellier     | E      | 1–1      | 10       | Pellegrini                    |
| 28    | 31 janvier    | Coupe de France | 1/32 finale (rejoué) | Stade français  | E      | 1-3      | 1-3      | Pellegrini                    |
| 29    | 17 février    | Coupe Drago     | 1er tour             | Cherbourg       | E      | 3-0      | 3-0      | Prigent Loncle Goujon         |
| 30    | 3 mars        | Division 1      | 27                   | Nîmes           | D      | 1-1      | 7        | Prigent                       |
| 31    | 10 mars       | Coupe Drago     | 2e tour              | Lens            | E      | 0-4      | 0-4      |                               |
| 32    | 17 mars       | Division 1      | 28                   | Lyon            | E      | 1–1      | 8        | Jubert                        |
| 33    | 24 mars       | Division 1      | 29                   | Angers          | E      | 3-2      | 7        | Goujon Pellegrini             |
| 34    | 3 avril       | Division 1      | 30                   | Strasbourg      | E      | 1–1      | 7        | Prigent                       |
| 35    | 7 avril       | Division 1      | 31                   | Lens            | D      | 4-2      | 7        | Pellegrini Polonia (csc)      |
| 36    | 14 avril      | Division 1      | 32                   | Grenoble        | D      | 3–0      | 7        | Loncle Jubert Pellegrini      |
| 37    | 21 avril      | Division 1      | 33                   | Valenciennes FC | D      | 3–1      | 8        | Ziemczak Jubert Pellegrini    |
| 38    | 1er mai       | Division 1      | 34                   | Reims           | E      | 0–4      | 8        |                               |
| 39    | 5 mai         | Division 1      | 35                   | Marseille       | E      | 2–4      | 8        | Pellegrini                    |
| 40    | 11 mai        | Division 1      | 36                   | Sedan           | E      | 3–3      | 6        | Loncle Jubert Pellegrini      |
| 41    | 19 mai        | Division 1      | 37                   | Rouen           | D      | 0–3      | 11       |                               |
| 42    | 25 mai        | Division 1      | 38                   | Nice            | E      | 3–3      | 11       | Lavaud Jubert                 |

- 1 N : terrain neutre ; D : à domicile ; E : à l'extérieur ; drapeau : pays du lieu du match international

## Bilan des compétitions
| Compétition         | Vainqueur final        | Débute au tour | Place ou tour final | Première rencontre | Dernière rencontre | Nombre |
| ------------------- | ---------------------- | -------------- | ------------------- | ------------------ | ------------------ | ------ |
| Division 1          | AS Monaco              | 1re journée    | 11e                 | 17 août 1962       | 25 mai 1963        | 38     |
| Coupe de France     | AS Monaco              | 1/32 de finale | 1/32 de finale      | 20 janvier 1963    | 31 janvier 1963    | 2      |
| Coupe Charles Drago | FC Sochaux-Montbéliard | 1er tour       | 2e tour             | 17 février 1963    | 10 mars 1963       | 2      |

### Division 1

#### Classement
| Rang | Équipe       | Pts | J  | G  | N  | P  | Bp | Bc | Diff |
| ---- | ------------ | --- | -- | -- | -- | -- | -- | -- | ---- |
| 8    | Rouen        | 42  | 38 | 18 | 6  | 14 | 59 | 57 | +2   |
| 9    | Valenciennes | 41  | 38 | 13 | 15 | 10 | 60 | 45 | +15  |
| 10   | RC Paris     | 41  | 38 | 14 | 13 | 11 | 80 | 71 | +9   |
| 11   | Rennes       | 41  | 38 | 14 | 13 | 11 | 69 | 71 | -2   |
| 12   | Nice         | 38  | 38 | 14 | 10 | 14 | 64 | 79 | -15  |
| 13   | Angers       | 37  | 38 | 13 | 11 | 14 | 51 | 64 | -13  |
| 14   | Strasbourg   | 34  | 38 | 9  | 16 | 13 | 54 | 63 | -9   |

#### Résultats
| Total  | Total  | Total | Total | Total | Total | Total | Total | Domicile | Domicile | Domicile | Domicile | Domicile | Domicile | Extérieur | Extérieur | Extérieur | Extérieur | Extérieur | Extérieur |
| Matchs | Points | V     | N     | D     | BP    | BC    | Diff. | V        | N        | D        | BP       | BC       | Diff.    | V         | N         | D         | BP        | BC        | Diff.     |
| ------ | ------ | ----- | ----- | ----- | ----- | ----- | ----- | -------- | -------- | -------- | -------- | -------- | -------- | --------- | --------- | --------- | --------- | --------- | --------- |
| 38     | 41     | 14    | 13    | 11    | 69    | 71    | -2    | 13       | 3        | 3        | 44       | 25       | +19      | 1         | 10        | 8         | 25        | 46        | -21       |

#### Résultats par journée
| Journée   | 01 | 02 | 03 | 04 | 05 | 06 | 07 | 08 | 09 | 10 | 11 | 12 | 13 | 14 | 15 | 16 | 17 | 18 | 19 | 20 | 21 | 22 | 23 | 24 | 25 | 26 | 27 | 28 | 29 | 30 | 31 | 32 | 33 | 34 | 35 | 36 | 37 | 38 |
| --------- | -- | -- | -- | -- | -- | -- | -- | -- | -- | -- | -- | -- | -- | -- | -- | -- | -- | -- | -- | -- | -- | -- | -- | -- | -- | -- | -- | -- | -- | -- | -- | -- | -- | -- | -- | -- | -- | -- |
| Terrain   | E  | D  | E  | D  | E  | D  | D  | E  | D  | D  | E  | D  | E  | D  | E  | D  | D  | E  | E  | D  | E  | D  | E  | D  | D  | E  | D  | E  | E  | E  | D  | D  | D  | E  | E  | E  | D  | E  |
| Résultats | N  | V  | N  | V  | N  | V  | V  | D  | V  | V  | D  | N  | D  | D  | N  | V  | V  | N  | D  | D  | D  | N  | D  | V  | V  | N  | N  | N  | V  | N  | V  | V  | V  | D  | D  | N  | D  | N  |
| Points    | 1  | 3  | 4  | 6  | 7  | 9  | 11 | 11 | 13 | 15 | 15 | 16 | 16 | 16 | 17 | 19 | 21 | 22 | 22 | 22 | 22 | 23 | 23 | 25 | 27 | 28 | 29 | 30 | 32 | 33 | 35 | 37 | 39 | 39 | 39 | 40 | 40 | 41 |
| Place     | 11 | 5  | 3  | 2  | 3  | 2  | 1  | 3  | 1  | 1  | 2  | 1  | 3  | 6  | 7  | 6  | 4  | 5  | 7  | 10 | 11 | 11 | 11 | 11 | 10 | 10 | 7  | 8  | 7  | 7  | 7  | 7  | 8  | 8  | 8  | 6  | 11 | 11 |

Source : Liste des rencontres

Terrain : D = Domicile ; E = Extérieur. Résultat: D = Défaite ; N = Nul ; V = Victoire.